# Galantina
Galantina je pokrm připravovaný z masa jednoho nebo více druhů.
Jde o výrobek studené kuchyně připravovaný z více druhů mas, stejně jako roláda je připravován ve vodě o 80–85 °C, pak je ale prudce schlazen ledem. Jinou variantou je vykostěné maso z drůbeže nebo zvěřiny plněné masitou nádivkou, uvařené a podávané za studena. Další zdroje uvádějí jiný výraz pro paštiku z mletého masa.